# Provincia de Popayán
La provincia de Popayán, también llamada gobierno de Popayán durante la época imperial española, fue una entidad administrativa y territorial de la Nueva Granada, creada el 13 de enero de 1537 en el Virreinato del Perú, correspondiendo en aquella época a una de las cuatro grandes provincias en las que se dividía el actual territorio colombiano. En 1717 una Real Cédula expedida por el rey Felipe V de España creó el Virreinato de Nueva Granada, por medio de la cual la provincia fue agregada a este último, siendo adherida a la Presidencia de Quito.
Durante la emancipación de las colonias americanas (1810-1816), Popayán permaneció fiel a la Corona española, dimitiendo de las invitaciones de alianza tanto de Santafé como de las Provincias Unidas. En la época de la Gran Colombia hizo parte del Departamento del Cauca, el cual cubría territorialmente todo lo que hoy es la costa del Pacífico de Colombia.
Posteriormente a la disolución de este país (1830) perteneció a la República de la Nueva Granada, de carácter centralista, hasta que finalmente se implantó el sistema federal en la Nueva Granada en 1858 y la provincia pasó a ser una de las provincias constituyentes del Estado Soberano del Cauca.

## Historia

### Antecedentes

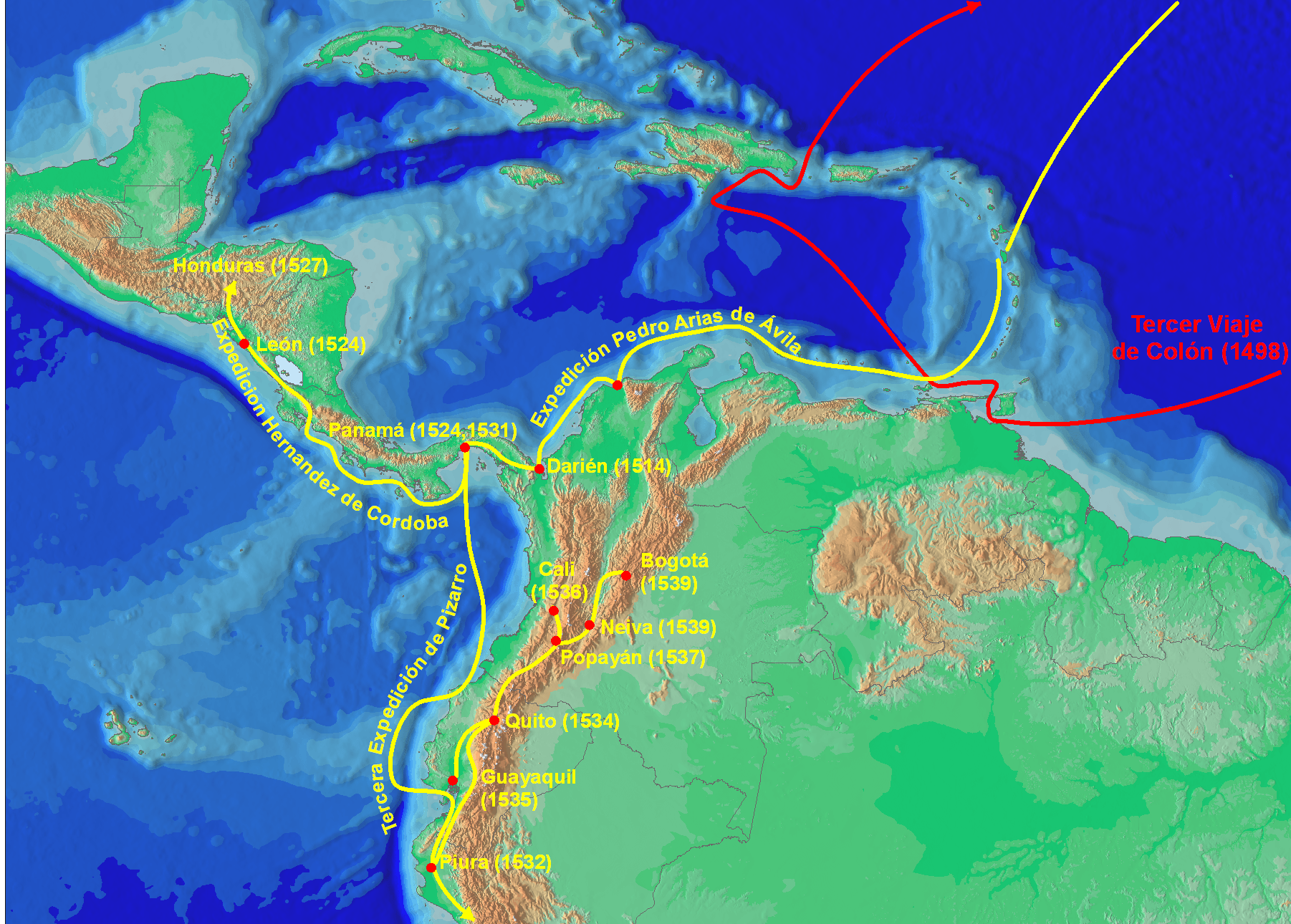
Ruta de la campaña de conquista de Belalcazar.

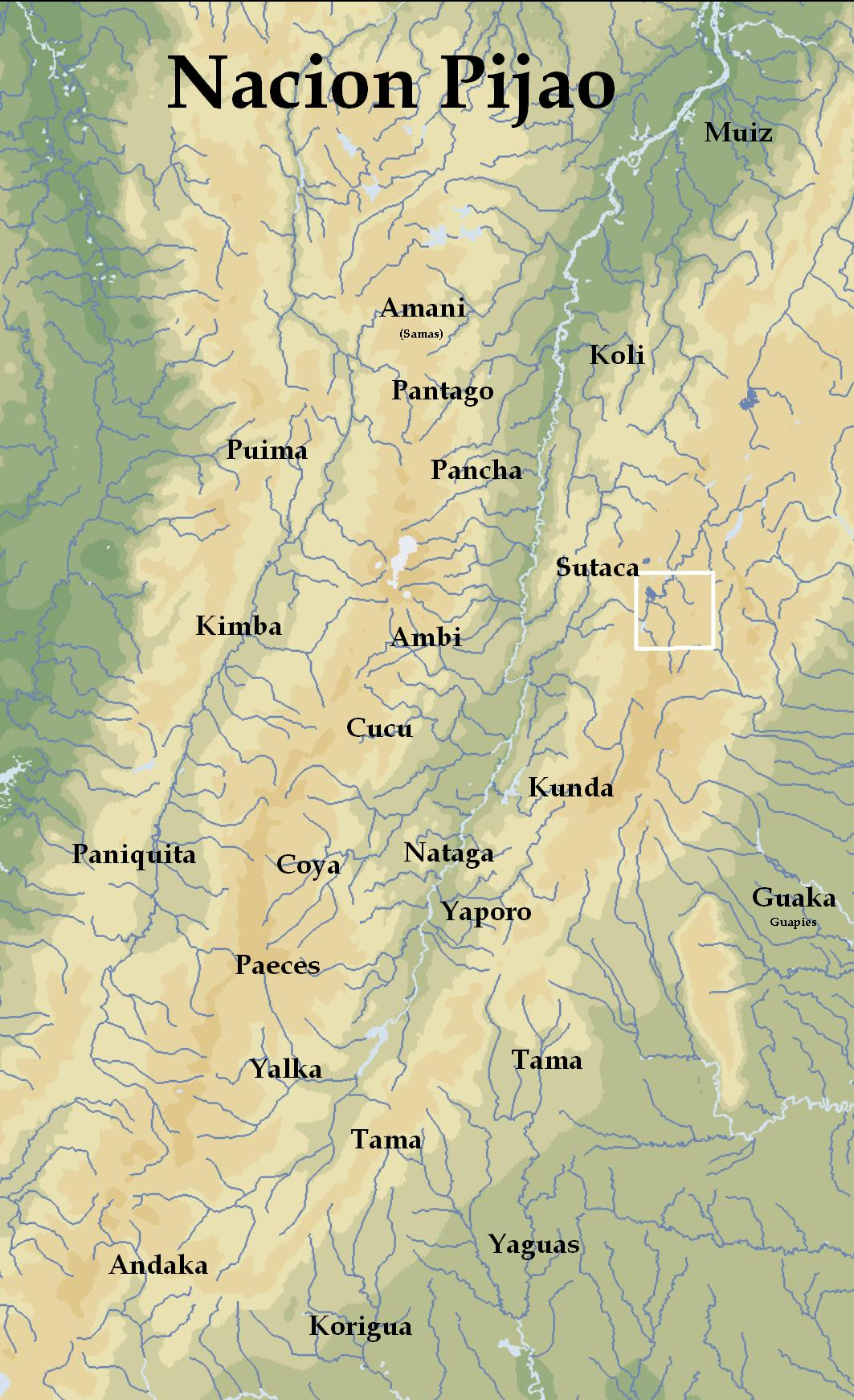
La nación Pijao.

Antes de la era hispánica, la región estaba dominada por varios grupos aborígenes, tales como los Paeces, Pijaos, Xamundis, Timbas,Gorrones, Guanbas, Malvasaes, Polinderas, Palacees, Tembios y Colazas, entre otros. Estos grupos eran bastante valerosos y belicosos, gobernados de sus Caciques Popayán y su hermano Calambáz. Los españoles aludían a esta zona como el territorio de él Popayán porque este era el jefe natural de todos los poblados. Una proporción de estos grupos se extinguían por diversas causas étnicas (guerras, esclavitud, enfermedades) una vez los españoles llegaron a tierras americanas se acentuaron unos efectos y se atenuaron otros.
Para 1510 se erigieron varias gobernaciones en la costa del Atlántico neogranadino, que iban desde el cabo Gracias a Dios en el actual Nicaragua hasta la península de la Guajira, llegando más tarde hasta el delta del río Orinoco, siendo las primeras en crearse: Santa Marta, Cartagena, que dependían de la Real Audiencia de Santo Domingo, primera en América. La jefatura de las gobernaciones recaía en un gobernador cuya labor, entre otras, consistía en administrar jurídica y militarmente el territorio al cargo. A medida que se asignaban, por designios reales, nuevas jurisdicciones para la exploración de «tierrafirme» y posteriormente los conquistadores apaciguaban el territorio, se iban ampliando o creando nuevas gobernaciones. Estas instituciones servían de apoyo para la exploración de las «nuevas» tierras americanas.
Francisco Pizarro, titular de una jurisdicción Real de exploraciones, conquistas y asentamientos para esta parte de América, aceptó y autorizó las expediciones del capitán Sebastián de Belalcázar como Adelantado suyo, de esta jurisdicción de Pizarro se segrego el territorio original de él Popayán, apaciguado por Belalcázar. Antes de fundar la ciudad de Popayán, la futura provincia se refería con el nombre alusivo indistinto de él Popayán o de Belalcázar y tras aquel evento tomo oficialmente el nombre de la ciudad, quedando jurídica y nominalmente delimitada como provincia de Popayán.
El 24 de diciembre de 1536, uno de los capitanes de Belalcázar, Juan de Ampudia, después de haber combatido con los indios ocupó con sus soldados un sitio llamado la loma de El Azafate, donde habitaba el cacique o yasgüén. La futura capital se nombró Popayán, fue fundada y poblada por Belalcázar el 13 de enero de 1537 con gentes traídas de otras ciudades cercanas que recientemente ya tenía asentadas.  Belalcázar fue también el fundador de otras ciudades importantes como Quito y Santiago de Cali, entre otras. Belalcázar delegó la fundación de Pasto en su lugarteniente Lorenzo de Aldana. En el siglo XIX, se decía que iba hacia el norte de Colombia en busca del mítico tesoro de El Dorado.
El 15 de agosto de 1537, una vez alcanzada la conquista final de Popayán, se llevó a cabo la ceremonia de fundación solemne del nuevo asentamiento en Edad Moderna, conservando el nombre indígena alusivo de "Popayán" como topónimo. La ceremonia consistió en una primera misa cantada por el presbítero García Sánchez, en un humilde templo levantado como Catedral sobre el costado sur de la futura plaza. En esta misma ocasión se instaló el primer Cabildo.
Belalcázar había dejado en enero de 1537 como su primer teniente a don Juan de Ampudia y como primer alcalde a don Pedro de Añasco, según cuenta Juan de Castellanos en sus crónicas. Según el libro del Cabildo, para el mes de abril fueron nombrados como alcaldes ordinarios el capitán Juan de Ampudia y Francisco García de Tovar, y los señores Francisco de Ciessa y Luis Vejarano, Bartolomé Álvarez y Martín Alonso de Angulo, como regidores; y Juan de Sepúlveda como escribano público del concejo de esta ciudad, quienes se reunieron para señalar los solares donde se habrían de construir las primeras edificaciones permanentes.

### Dominio español

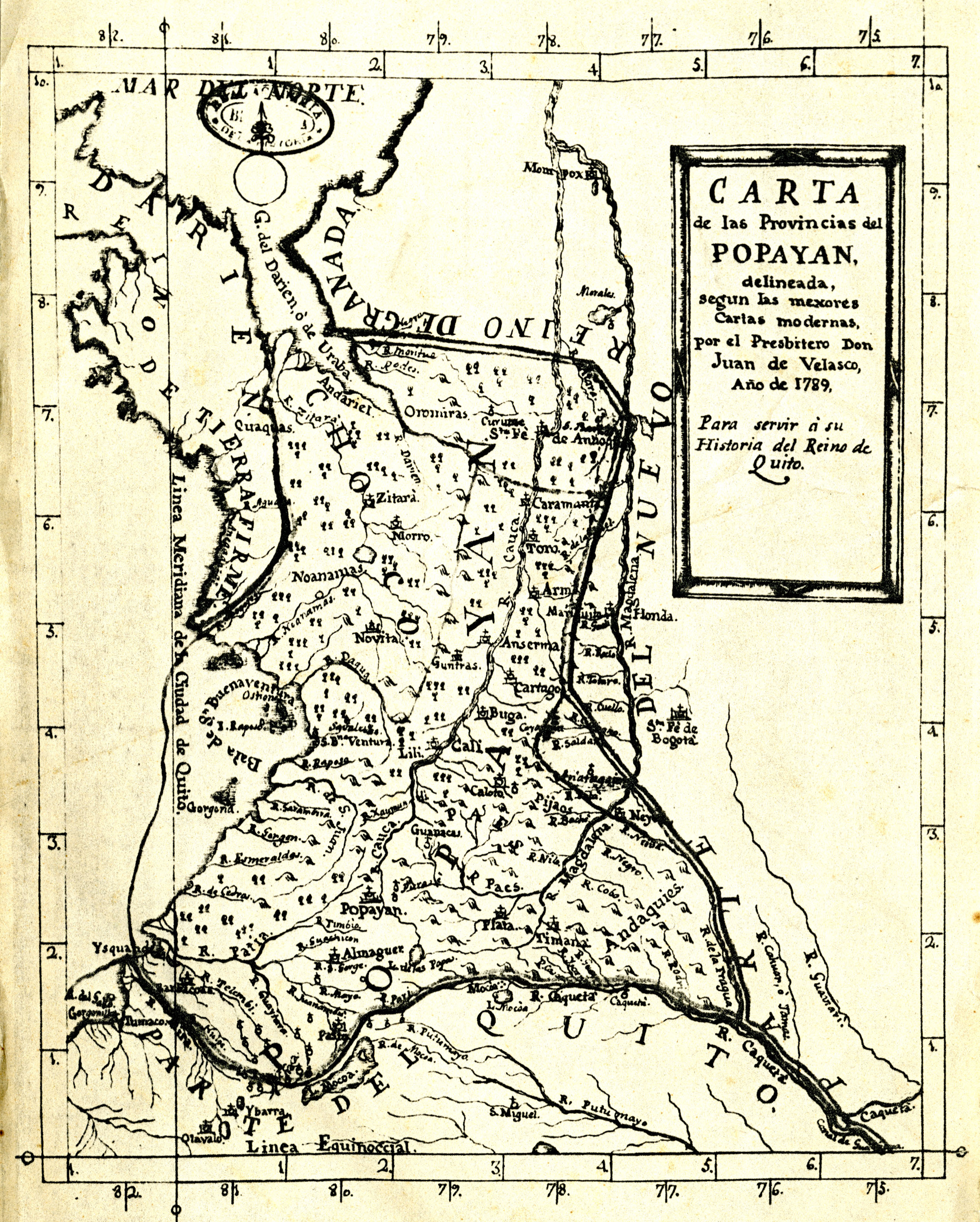
Carta de la parte occidental de la provincia de Popayán anexa a la audiencia de Quito en 1789, por Juan de Velasco.

La Gobernación de Popayán se extendía desde el valle medio del Magdalena hasta el río Marañón, y desde el océano Pacífico hasta la confluencia de los ríos Negro y Amazonas, incluyendo por tanto las regiones de Quito. 
En 1540, Sebastián de Belalcázar fue nombrado primer Gobernador de Popayán. Desde ese momento se instauró el sistema político español en cada ciudad, que incluía Regidores del Cabildo, Alcaldes y Alguaciles y una participación permanente de la Iglesia a través de un clérigo o cura párroco. Belalcázar también trajo de España semillas de cebada, trigo, caña de azúcar, así como numerosos animales domésticos, especialmente ganado vacuno, caballar y porcino, herramientas y muchos elementos más.
Después de 1550 se inició por Buenaventura la sistemática entrada de ganado vacuno y caballar, lo que contribuyó a que se formaran las haciendas de ganado en Popayán y alrededores. Prosiguió la conquista con el sometimiento de más comunidades indígenas, pero simultáneamente se estableció el sistema político que se tradujo en la instauración de una sociedad propia de una nueva era que principiaba la Edad Moderna. La explotación del abundante oro de la región, de significado y uso distinto que en Europa, trajo consigo un enorme poder económico y político para las familias allí establecidas.
Con la creación de la Presidencia de Santa Fe en 1564, la gobernación de Popayán se incluyó como provincia de la mencionada presidencia, separándose a su vez de la quiteña.
El auge minero y comercial, así como la posterior llegada de familias españolas de linaje hicieron de Popayán una ciudad muy importante en el Virreinato de la Nueva Granada. En la ciudad residían los dueños de las minas de oro de Barbacoas y el Chocó, crearon haciendas, construyeron grandes casonas y dotaron a la ciudad de enormes templos con imágenes traídas de España. Conviene subrayar que la economía minera en la Nueva Granada se dio por ciclos. Tuvo un primer escenario en los distritos mineros antioqueños que entró en crisis de 1620-1630 con una recesión que se profundizó hasta 1680. Es aquí donde cobra importancia el escenario de la Gobernación de Popayán, que desde ese momento se convierte en el lugar en el que se amplía el fenómeno minero, con una importancia excepcional en el curso del siglo XVIII, y aún en gran parte del siglo XIX. El auge minero en Popayán creó una nueva dinámica a través del comercio de esclavos al punto que podría hablarse de la sociedad esclavista de Popayán, la cual tuvo un gran significado para la época.
El Marquesado de Nevares es un título nobiliario español creado por el rey Carlos II, con el vizcondado previo de la Vega, mediante real cédula del 18 de abril de 1690, y real despacho expedido el 3 de enero de 1694, en favor de Jerónimo José de la Vega Valdés y Caviedes, gobernador de las islas de Tierra Firme y capitán general de Popayán (Colombia)
La provincia de Popayán formaba parte de la Audiencia de Quito, la cual dependía del Virreinato del Perú. El 27 de mayo de 1717 se estableció el Virreinato de Nueva Granada y se incluyó la Audiencia de Quito junto con la provincia de Popayán. En 1723 el Virreinato de Nueva Granada fue suprimido y la Audiencia de Quito pasó a formar parte del Virreinato del Perú, al igual que la Provincia de Popayán. El 20 de agosto de 1739, el Virreinato de Nueva Granada fue re-erigido y la Audiencia de Quito con la Provincia de Popayán fue incluido de nuevo. Judicialmente, las villas de Cartago, Anserma, Caloto y Toro estaban dentro del distrito de la Real Audiencia de Santafé, mientras que el resto de la provincia de Popayán lo estaba dentro de la jurisdicción de la Real Audiencia de Quito.

### Emancipación

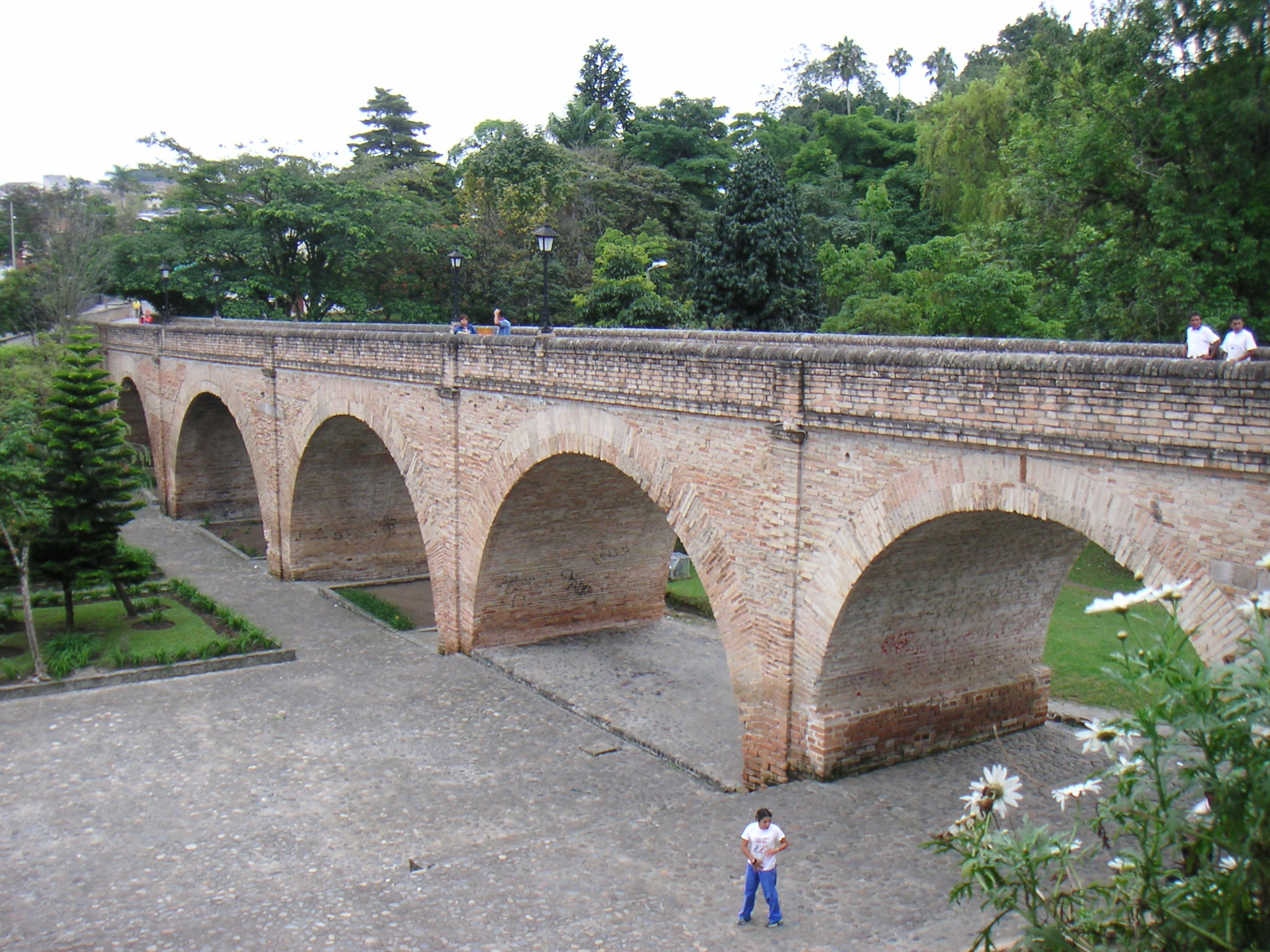
Puente del Humilladero.

En 1810, Santa Fe de Bogotá y otras 15 localidades de la Nueva Granada establecieron Juntas Supremas. Entre estas juntas estaban la de Santa Fe de Antioquia (presidida por Francisco de Ayala), la de Cali (Joaquín de Caizedo y Cuero), la de Cartagena (José María García de Toledo), la de Mompós (José María Salazar y José María Gutiérrez de Caviedes), la de Neiva (José Domingo Falla), la de Pamplona (Domingo Tomás de Burgos), la de Popayán (Miguel Tacón, substituido por Joaquín de Caizedo y Cuero), la de Santa Marta (Víctor de Salcedo), la del Socorro (José Lorenzo Plata), la de Sogamoso (Domingo José Benítez), la de Tunja (Juan Agustín de la Rocha), la de Nóvita (Miguel Antonio Moreno), la de Mariquita (Francisco de Mesa y Armero), la de Girón (Eloy Valenzuela) y la de Citará (José María Valencia). Estas provincias crearon la Primera República independiente de Colombia conocida como Provincias Unidas de la Nueva Granada.
El 3 de julio de 1810 el cabildo de Cali formó una Junta presidida por Miguel Tacón y juró fidelidad a Fernando VII, a la vez que se declaraba separada de Popayán formando así, junto con otros cabildos, las Ciudades Confederadas del Valle del Cauca. El 18 de septiembre del mismo año la ciudad de Ipiales se declaró independiente bajo el mandato de Francisco Sarasti. Cartago se adhirió a la Confederación el 13 de septiembre, por lo cual un mes más tarde Cali propuso que su separación de Popayán fuera reconocida por la Junta de Santafé como provincia separada. La Junta de las Ciudades Confederadas se instaló en Palmira el 1 de febrero de 1811 y desconoció al Consejo de regencia español el 5 de febrero siguiente.
Cuatro días después Popayán juró fidelidad al rey y el 14 de marzo se adhirió a su proclama Tuluá. Entonces Popayán y la Confederación entablaron así una pequeña guerra en la cual vencieron los confederados en el Bajo Palacé (28 de marzo de 1811) y la ciudad de Popayán fue ocupada el 1 de abril, instalando la Junta de las Ciudades Confederadas. Ante tal situación los realistas huyeron entonces a Pasto con el ánimo de realizar una ofensiva para retomar Popayán. Las cercanías de Pasto fueron ocupadas por los patriotas el 10 de agosto de 1811 y tras varias derrotas la ciudad fue ocupada el 22 de septiembre. El 13 de octubre Pasto declaró la independencia y reconoció su hermandad con la Junta de Popayán y la superioridad de la de Santafé. Debido a la presencia de grupos realistas, Pasto se rebeló el 21 de mayo de 1812 y estos asumieron el poder al mando de Tomás de Santa Cruz.

### Reconquista e independencia
Ante noticias del avance realista Popayán fue evacuada el 27 de agosto de 1812, estableciendo el gobierno en Quilichao. El 9 de octubre siguiente José Ignacio Rodríguez logró recuperar Popayán pero los realistas la retomaron el 3 de noviembre, si bien de nuevo fue tomado por los patriotas con Felipe Masuera como presidente a principios del siguiente año.
El 1 de julio de 1813 el realista Juan Samano y Toribio (luego virrey) ocupó Popayán y el 18 del mismo mes Cali, e instó a Cundinamarca rendirse; el 5 de agosto logró someter Cartago. Samano asumió el cargo de gobernador de la provincia de Popayán el 26 de diciembre, en tanto los caucanos pidieron ayuda a Cundinamarca para retomar la ciudad; este envió tropas al mando del propio presidente Nariño. Las fuerzas locales, al mando de José María Cabal, vencieron en la primera batalla del Alto Palacé el 30 de diciembre de 1813; las fuerzas cundinamarquesas reconquistaron Popayán el 16 de enero de 1814. El 14 de mayo Antonio Nariño atacó Pasto pero su plan fracasó y fue capturado. Ante este previsto y la amenaza de un contragolpe realista, el gobierno se trasladó a Cali el 9 de octubre de 1814.
Con la derrota de Napoléon en 1814 y el retorno al trono del rey Fernando VII, las autoridades españolas encabezadas por el mismo monarca decidieron enviar tropas a las Américas con el fin de reclamar de nuevo para España aquellos territorios que se habían proclamado independientes. Con estas acciones el Rey pasó por alto los esfuerzos de las provincias tanto de América como de la madre patria para mantener un gobierno estable en su ausencia y defendió así su derecho a gobernar con absolutismo. El enviado español General Morillo llegó a Santa Marta el 22 de julio de 1815 para iniciar la reconquista de la Nueva Granada.
El realista Aparicio Vidaurrazuaga atacó desde Pasto y ocupó Popayán el 29 de diciembre de 1814; tras una ofensiva de Vidaurruzaga, que resultó en fracaso, los patriotas reconquistaron Popayán el 9 de julio de 1815. El General Juan Samano fue nombrado gobernador provincial español con sede en la ciudad de Pasto. En febrero de 1816 los patriotas designaron presidente-gobernador al capitán Antonio Arboleda con la esperanza de tomar Pasto, sin embargo el 13 de mayo de 1816 Samano tomó la ofensiva y ocupó Popayán.

### Época republicana
Una vez liberadas la Nueva Granada y Venezuela, se expide el 17 de diciembre de 1819 en el Congreso de Angostura la Ley Fundamental que creó la República de Colombia, cuyo vicepresidente fue el medellinense Francisco Antonio Zea. El 12 de julio de 1821 el Congreso de Cúcuta, bajo la presidencia de José Manuel Restrepo, expidió la Constitución de Cúcuta, basada en la de Angostura, que dividió la República en departamentos y a estos en provincias. Popayán quedó como provincia del departamento del Cauca y su capital continuó siendo la ciudad homónima.
Ante la disolución de Colombia en 1830 y por Ley Fundamental del 17 de noviembre de 1831, Popayán adquirió el carácter de departamento de la Nueva Granada; en la constitución de 1832 la Nueva Granada se subdividió en provincias (las mismas de 1810), siendo Popayán una de ellas. Sin embargo, en su declaración de independencia Ecuador también consignaba que "El territorio del Ecuador comprende los tres departamentos del Ecuador en los límites del antiguo Reino y Presidencia de Quito", queriendo con esto significar que todos los territorios de los departamentos grancolombianos del Cauca, Guayaquil, Azuay y de Quito estaban bajo su jurisdicción. Esto sin embargo se contrariaba con la carta fundamental de la Nueva Granada expedida en 1831 y 1832, que basada en la Ley de División Territorial de la República de Colombia del 25 de junio de 1824, consignaba que sus límites estaban al sur de la provincia de Pasto. Al acogerse ambos Estados al uti possidetis iure de 1810 se generó aún más polémica, pues debido a que la antigua provincia de Popayán estaba dividida entre las Reales Audiencias de Santafé y Quito, su jurisdicción quedaba repartida entre ambos Reinos. Esta situación produjo una guerra entre la Nueva Granada y Ecuador que culminó en un resultado beneficioso para la Nueva Granada, país que a la actualidad conserva la totalidad de los territorios que se disputaron.
En 1835 fueron segregadas de la provincia de Popayán las regiones de la costa pacífica para crear a partir de ellas las provincias de Barbacoas, Buenaventura, Cauca, Pasto y Túquerres. La Constitución de 1843 efectuó una nueva división de la República de la Nueva Granada en provincias, y estas a su vez en cantones y estos en distritos parroquiales; veinte provincias fueron conformadas, incluida en ellas la de Popayán. Fue creado entonces el territorio del Caquetá, segregando la región amazónica perteneciente entonces a Popayán.
Al volver los conservadores al poder en 1855, el Congreso aprobó la reunificación de la provincia, pero esta vez con carácter de estado federal. La Confederación Granadina de 1857 estuvo integrada por ocho Estados Federales, siendo uno de ellos el Estado Soberano del Cauca, formado por las provincias de Popayán, Chocó, Barbacoas, Pasto, Cauca y el Territorio del Caquetá. La tendencia al federalismo fue confirmada por la Constitución de 1858, que cambio el nombre del país a Confederación Granadina y adoptó el régimen federal.

## Geografía

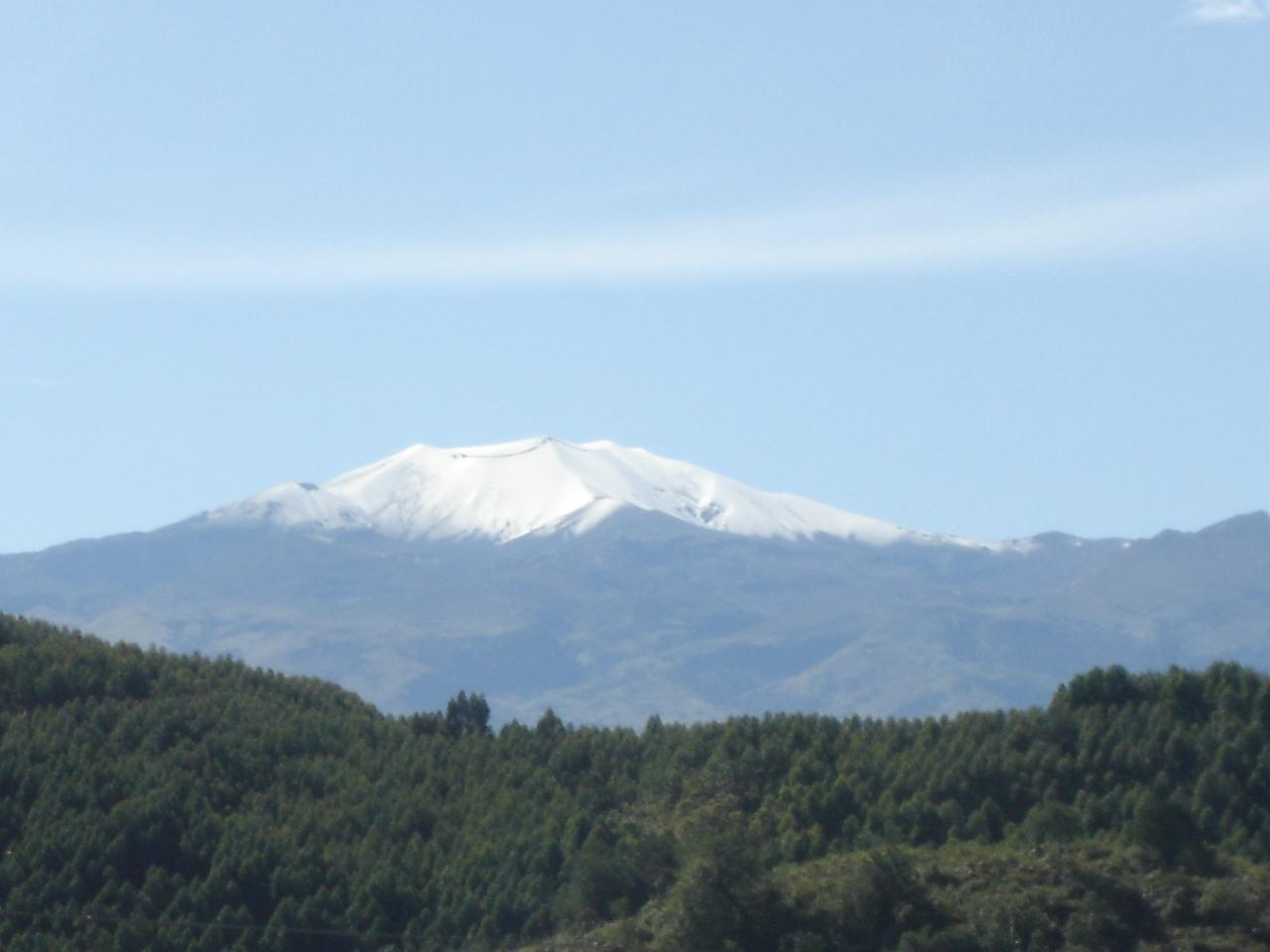
Volcán Puracé.

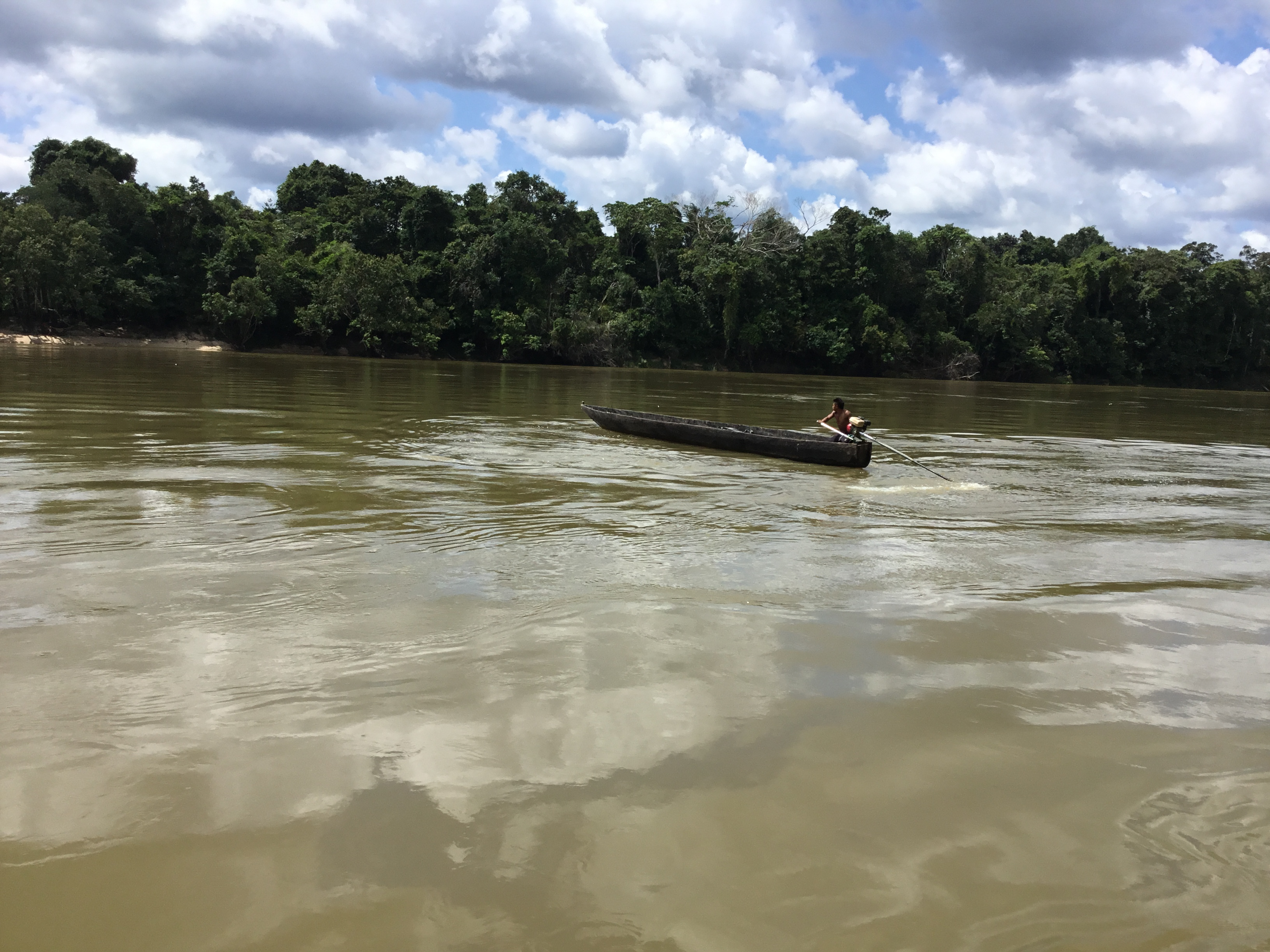
Selva amazónica.

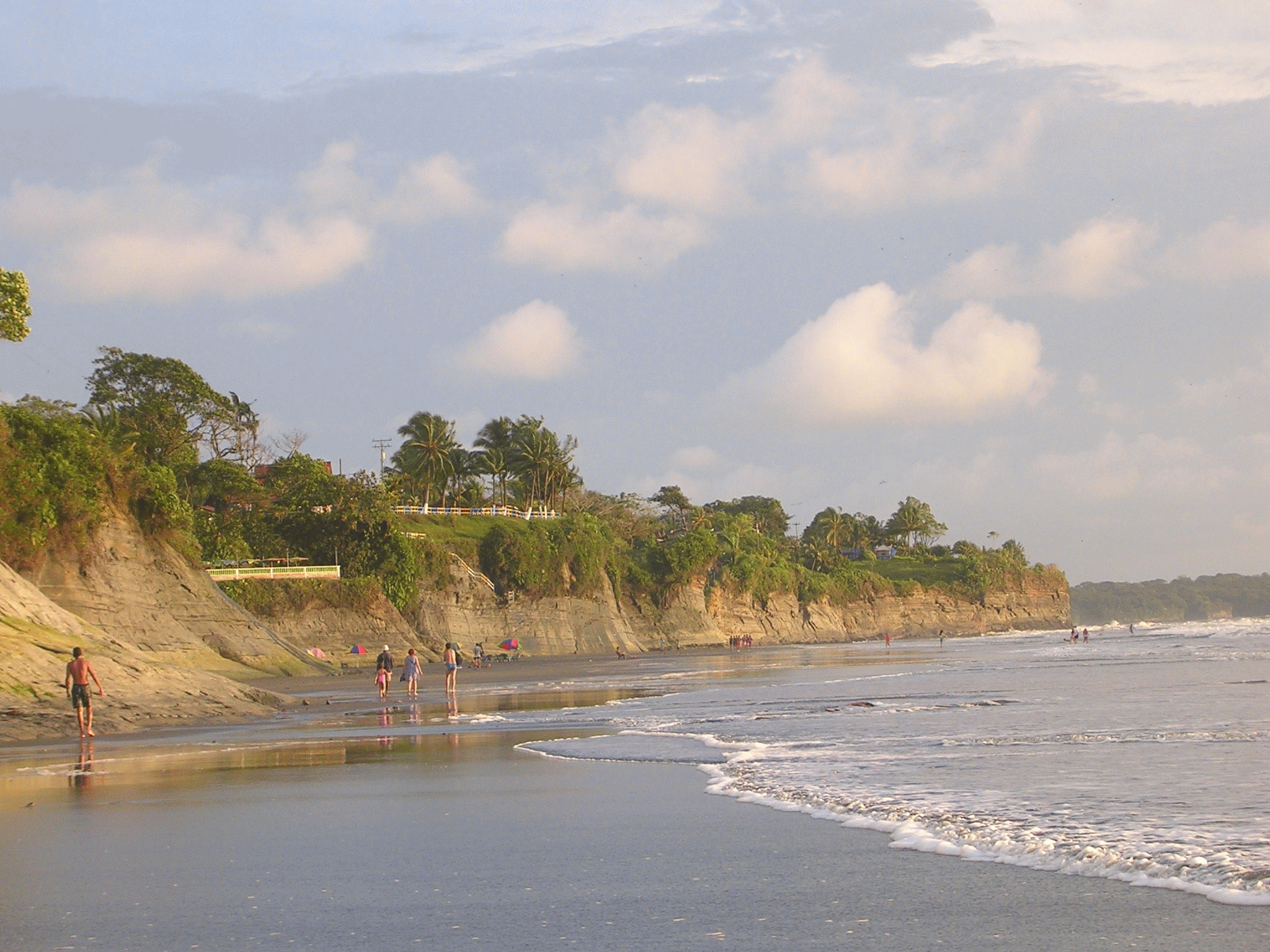
Playas del puerto de Buenaventura.

### Límites en el dominio español
A finales del siglo xviii la provincia de Popayán confinaba por el norte con la de los Llanos de Neiva, por el noreste con la de Antioquia, por el oeste con la del Chocó y por el sur con la de Pasto. Es una de las que llamaban Equinocciales por su inmediación a la Línea. El clima en la mayor parte de ella es cálido con moderación, pero en las alturas de las sierras frío. Tenía mayor extensión antes de que se le segregasen las provincias del Chocó, Antioquia y Neiva, que se hicieron gobiernos separados, estuvo dividida en varias jurisdicciones pequeñas o partidos. Riegan esta provincia histórica diferentes ríos caudalosos, pero el mayor es el Cauca que desemboca en el grande de la Magdalena. Tiene el mismo nombre que la capital fundada por su descubridor y conquistador, Sebastián de Belalcázar el año de 1536 en una llanura. El año de 1538 se le otorga por el Emperador, título de muy noble y muy leal ciudad, y por armas un escudo que tiene en un ángulo el sol en medio de una ciudad, y dos ríos que la ciñen, debaxo una arboleda y otra al lado de cada río y por orla quatro cruces de Jerusalén.

### Límites en la república
Los límites de la provincia no fueron estables a lo largo de los 300 años de dominio español en la región. Si bien casi siempre el perfil de la provincia correspondía a la costa pacífica colombiana y a la región amazónica, las constantes agregaciones y segregaciones de provincias aledañas cambiaban mucho la configuración del territorio. El poco conocimiento de la tierra no permitió establecer límites determinados entre una y otra gobernación, salvo el caso de variaciones geográficas naturales plenamente identificables.
Al momento de la proclamación de independencia (1811), Popayán confinaba con las siguientes provincias (en el sentido de las agujas del reloj): Chocó, Antioquia, Mariquita, Neiva y Santa Fe, además de las provincias fronterizas del Ecuador. Los límites entre provincias no estaban del todo claros ya que, excepto por aquellas que eran formadas por accidentes naturales, nunca fueron determinados claramente.

### Aspecto físico

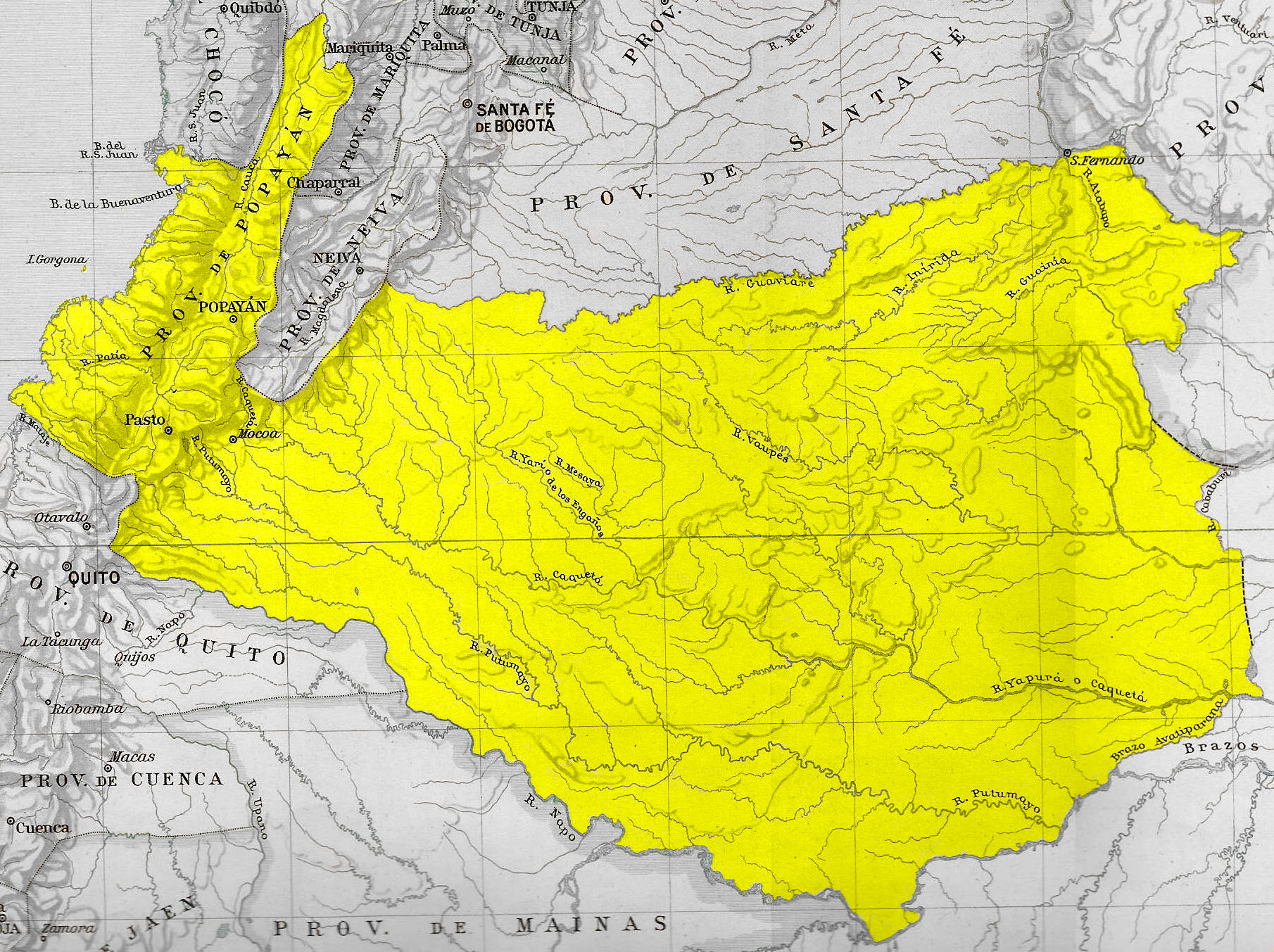
Provincia de Popayán.

La provincia de Popayán ocupaba toda la franja costera que iba desde el cañón del río Cauca, en el norte, hasta las vastas selvas amazónicas del suy y oriente del país. Era sin duda una de las regiones más grandes e inexploradas de la Nueva Granada. El territorio de la provincia estaba constituido de 3 zonas: la región costera, que iba desde las estribaciones de la Cordillera Occidental hasta la orilla del océano Pacífico, otra región montañosa, que recorría de sur a norte la provincia e incluía numerosos valles de río, y la región oriental (que más tarde en 1846 constituiría el Territorio del Caquetá), cubierta de selvas y caudalosos ríos.
Al igual que los modernos departamentos que precedieron a la provincia y subsiguiente estado soberano, el terreno estaba recorrido por un sinnúmero de ríos, quebradas y caños, de entre los cuales se destacaba el Cauca, que en aquellos días servía no solo para la práctica de la pesca como actividad económica sino para la comunicación y el comercio con las regiones del interior del país. Otros ríos importantes por su caudal pero no por su utilización en la economía o en la comunicación, eran aquellos ríos amazónicos como el Caquetá y el Putumayo, cuyas cuencas cubrían una amplia zona.

### División territorial
La provincia de Popayán tuvo diversos tipos de división de su territorio. En un principio se encontraba dividida en partidos, que luego pasaron a llamarse jurisdicciones. Con la llegada de la independencia, estas subdivisiones pasaron a llamarse cantones, que cambiaron las antiguas jurisdicciones de extensión, y por tanto algunas de estas fueron suprimidas. En 1825 la provincia se encontraba distribuida en los cantones de Popayán, Almaguer, Buga, Cali, Caloto, Cartago, Roldanillo y Toro. En 1835 se segregaron de Popayán las provincias de Cauca, Pasto, Buenaventura y Barbacoas, por lo cual quedó solamente conformada por los cantones de Popayán, Almaguer y Caloto, permaneciendo con esta división hasta 1857.
Entre 1843 y 1851 la provincia estaba conformada por los siguientes cantones, distritos parroquiales y aldeas:
- Cantón de Popayán: Popayán, Cajibío, Jimena, Julumito, La Sierra, Paniquitá, Patía, Puracé, Silvia, Tambo, Timbío y Tunia.
- Cantón de Almaguer: Almaguer, La Cruz, Mercaderes, Pancitará, Rosal y Trapiche.
- Cantón de Caloto: Caloto, Buenos Aires, Caldono, Celandia, Corinto, Jambaló, Quilichao y Toribío.

## Demografía
De acuerdo a los datos suministrados por el secretario del virreinato Francisco Silvestre, en su libro Descripción del Reino de Santafé de Bogotá en 1789, la población de la provincia ascendía a los 70.463 habitantes. En 1835, la provincia contaba con 48.236 habitantes.
Según el censo de 1851, la provincia contaba con 127.105 habitantes, de los cuales 87.503 eran hombres y 39.602 eran mujeres. La provincia del Cauca, que ya había sido segregada de la de Popayán, contaba con 70.748 habitantes, de los cuales 34.164 eran hombres y 36.584 eran mujeres. La provincia de Barbacoas, que igualmente había sido escindida de la de Popayán, contaba con 26.519 habitantes, de los cuales 13.488 eran hombres y 13.031 eran mujeres. La provincia de Pasto en tanto contaba con 27.620 habitantes, de los cuales 13.225 eran hombres y 14.395 eran mujeres.
| Evolución demográfica de la provincia de Popayán |
|                                                  |

## Economía

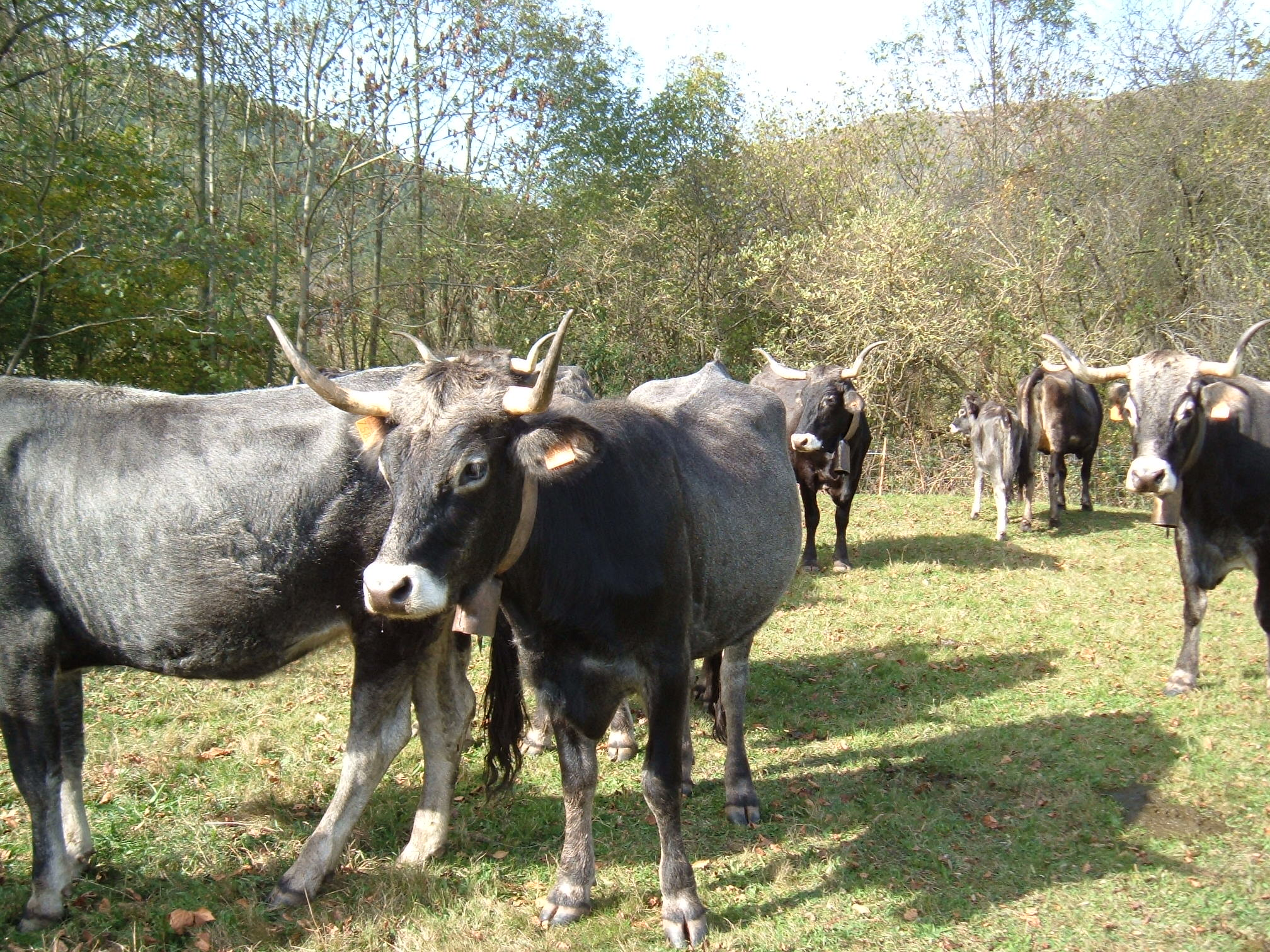
Ganadería bovina.

La vastedad de la provincia originaba un sinnúmero de actividades económicas, lo cual sumado a su proximidad con el Ecuador la hacían una de las regiones más ricas del país.
La provincia era sumamente fértil y abundante en ganados, vituallas, legumbres, frutas delicadas, cañas dulces, sebo, cubaya, tabaco, algodón y otros. Mantenía un gran comercio con la provincia de Quito, enviando las ropas y frutos de Europa, sacando en cambio paños, bayetas, lienzos y otros texidos de algodón, y diversas manufacturas de aquel país; con Santa Fe comerciaba lienzos, codobanes, fresadas, mantas, y algunos géneros de Europa; con las provincias del Chocó y Antioquia, oro, hierro, acero, carnes, quesos y vituallas. La minería era un gran negocio en Popayán, ya que gran parte de la cordillera estaba siendo explotada en los territorios de Almaguer, Neiva y Caloto las cuales eran muy ricas de plata.